# The Unicorn and the Wasp
"The Unicorn and the Wasp" (intitulado "O Unicórnio e a Vespa" no Brasil) é o sétimo episódio da quarta temporada da série de ficção científica britânica Doctor Who, transmitido originalmente através da BBC One em  17 de maio de 2008. Foi escrito por Gareth Roberts e dirigido por Graeme Harper.
Ambientado em uma mansão inglesa em 1926, pouco antes do desaparecimento da romancista de ficção policial Agatha Christie (interpretada por Fenella Woolgar), o episódio é uma história de mistério e assassinato em que uma vespa gigante metamorfa, disfarçada de um dos convidadas da festa, mata os outros participantes usando métodos semelhantes aos dos romances de Christie, que também é uma convidada.
O episódio foi assistido por 8,41 milhões de telespectadores no Reino Unido e recebeu críticas positivas.

## Enredo
O Doutor e Donna Noble se convidam para um jantar oferecido por Lady Eddison em 1926. Ao saber que uma das convidadas é Agatha Christie, o Doutor percebe que eles chegaram no dia em que ela inexplicavelmente desaparece. Ao saber que outro dos convidados, o Professor Peach, foi assassinado na biblioteca, o Doutor e Donna se passam por investigadores e encontram um fragmento de uma certidão de nascimento queimada. Investigando mais com Agatha, ela e Donna encontram um kit de ferramentas e deduzem que um ladrão de joias chamado "Unicórnio" se infiltrou na festa.
Enquanto vasculhava um quarto em que Lady Eddison se trancou por seis meses em 1886, Donna é atacada por uma vespa gigante, que escapa e depois mata a governanta, Srta. Chandrakala. O Doutor, Donna e Agatha perseguem o alienígena, mas ele retorna à forma humana antes que eles possam pegá-lo. Reagrupando-se na sala de estudos, o Doutor identifica a vespa como um alienígena chamado Vespiforme antes que ele seja envenenado com cianeto. Com a ajuda de Donna e Agatha, ele usa com sucesso sua fisiologia de Senhor do Tempo para se desintoxicar. Mais tarde naquela noite, o Doutor tenta expor o Vespiforme, mas uma tempestade corta a energia, levando ao roubo do colar de Eddison e à morte de seu filho Roger Curbishley na escuridão.
O Doutor e Agatha reúnem os convidados restantes e expõem dois deles, Robina Redmond e o Reverendo Golightly, como o Unicórnio e o Vespiforme, respectivamente. O Doutor deduz que Eddison se trancou em 1886 porque se apaixonou e engravidou de outro Vespiforme na Índia um ano antes. Antes de morrer em uma enchente, ele deu a ela um colar, que a ligou telepaticamente ao filho deles, Golightly. Sem saber disso, Eddison, envergonhada, o deu para adoção. Na idade adulta, Golightly descobriu sua verdadeira natureza e, usando o conhecimento dos livros de Agatha que ele absorveu devido ao colar, buscou vingança contra Eddison por negar a ele a verdade.
Enfurecido, Golightly se transforma e ameaça os convidados. No entanto, Agatha agarra o colar e o atrai para a lagoa Silent Pool nas proximidades, com o Doutor e Donna os seguindo. Assim que eles param, Donna agarra o colar e o joga na água, levando Golightly a mergulhar atrás dele, se afogando. Devido à sua própria conexão com o colar, Agatha fica inconsciente e sofre amnésia. O Doutor e Donna silenciosamente a deixam em Harrogate dez dias depois.

## Produção

### Roteiro

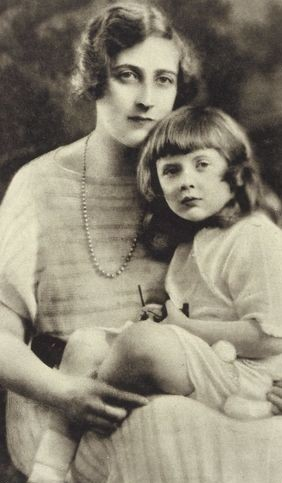
Agatha Christie, vista aqui em 1926 com sua filha Rosalind, foi retratada no episódio por Fenella Woolgar, que se passa no dia de seu desaparecimento.

O episódio foi escrito por Gareth Roberts, que anteriormente escreveu o episódio pseudo-histórico "The Shakespeare Code". Roberts recebeu um quarto episódio da série para escrever depois que o produtor executivo Russell T Davies revisou seu roteiro para "The Shakespeare Code". Vários meses depois, ele recebeu um e-mail da equipe de produção que dizia "Agatha Christie". A ideia para um mistério de assassinato com Christie veio originalmente do produtor Phil Collinson.
Roberts, um fã confesso das obras de Christie, transformou o episódio em cômico. Ele baseou o episódio em suas obras favoritas de Christie: Crooked House, que foca em segredos dentro de uma sociedade aristocrática, e a adaptação cinematográfica de 1982 de Evil Under the Sun. Falando de ambas as obras, Roberts observou que era "muito estranho escrever um episódio moderno de Doctor Who com pessoas elegantes nele. Nós realmente não vemos pessoas elegantes na televisão mais, exceto no Natal", e "há algo engraçado sobre o verniz da respeitabilidade da classe alta e a verdade de qualquer família por baixo". Ele também afirmou que "não há realmente nada mais legal do que assistir a um monte de atores ingleses se exibindo em um local vagamente exótico... e então alguém é assassinado!" O título do episódio foi escolhido deliberadamente para soar "vagamente com os títulos de Christie", mas Roberts admitiu que "[Christie] nunca usou a construção 'o tal e o tal'".
Ao escrever o episódio, Roberts pretendia fazê-lo uma "grande, divertida e misteriosa aventura de assassinatos com pessoas famosas". Ele foi influenciado pelo conselho dado por Davies, que queria que Roberts "fosse mais engraçado" a cada rascunho, e pelo conselho do ex-editor da série, Douglas Adams, de que "em um perigoso em que frequentemente fazemos mas em em que tudo no roteiro é claramente feito para ser engraçado de alguma forma, todo mundo pensa 'ah, bem, vamos apenas fazer vozes engraçadas e caminhar de forma boba e passear e outras coisas', e eu acho que essa é exatamente a maneira errada de fazer isso". Usando esse conselho, ele usou o ditado de que na comédia, os personagens não percebem o humor, e citou os percalços de Basil Fawlty em Fawlty Towers como exemplo.
Em uma entrevista na Doctor Who Magazine, Roberts afirmou que "até certo ponto [havia menos pressão]" em escrever o episódio. Ele ficou satisfeito com o sucesso de "The Shakespeare Code" e a história de The Sarah Jane Adventures, "Whatever Happened to Sarah Jane?", mas comparou-se ao Cabo Bell, um membro da equipe administrativa da organização fictícia UNIT, ao dizer que não queria estar "no meio das coisas" ou escrever episódios "onde coisas grandes e cruciais aconteceram com o Doutor".
Roberts e Davies realizaram um concurso não oficial para ver quantas referências às obras de Christie poderiam ser inseridas. Os títulos notados foram: The Murder of Roger Ackroyd; Why Didn't They Ask Evans?; The Body in the Library; The Secret Adversary; N or M?; Nemesis; Cat Among the Pigeons; Dead Man's Folly; They Do It with Mirrors; Appointment with Death; Cards on the Table; Sparkling Cyanide; Endless Night; Crooked House; Death in the Clouds; The Moving Finger; Taken at the Flood; Death Comes as the End; Murder on the Orient Express e The Murder at the Vicarage. Uma cena deletada se referia a The Man in the Brown Suit, referindo-se às roupas do Doutor. A narrativa em si é paralela a vários romances de Christie: o enredo do roubo de joias é paralelo a The Secret of Chimneys; a morte da Srta. Chandrakala foi influenciada por And Then There Were None; e a revelação do Coronel de que ele não era deficiente era paralela a um conceito-chave de  The Pale Horse.